# Pleuroprucha insulsaria
Pleuroprucha insulsaria là một loài bướm đêm trong họ Geometridae.